# Laitance

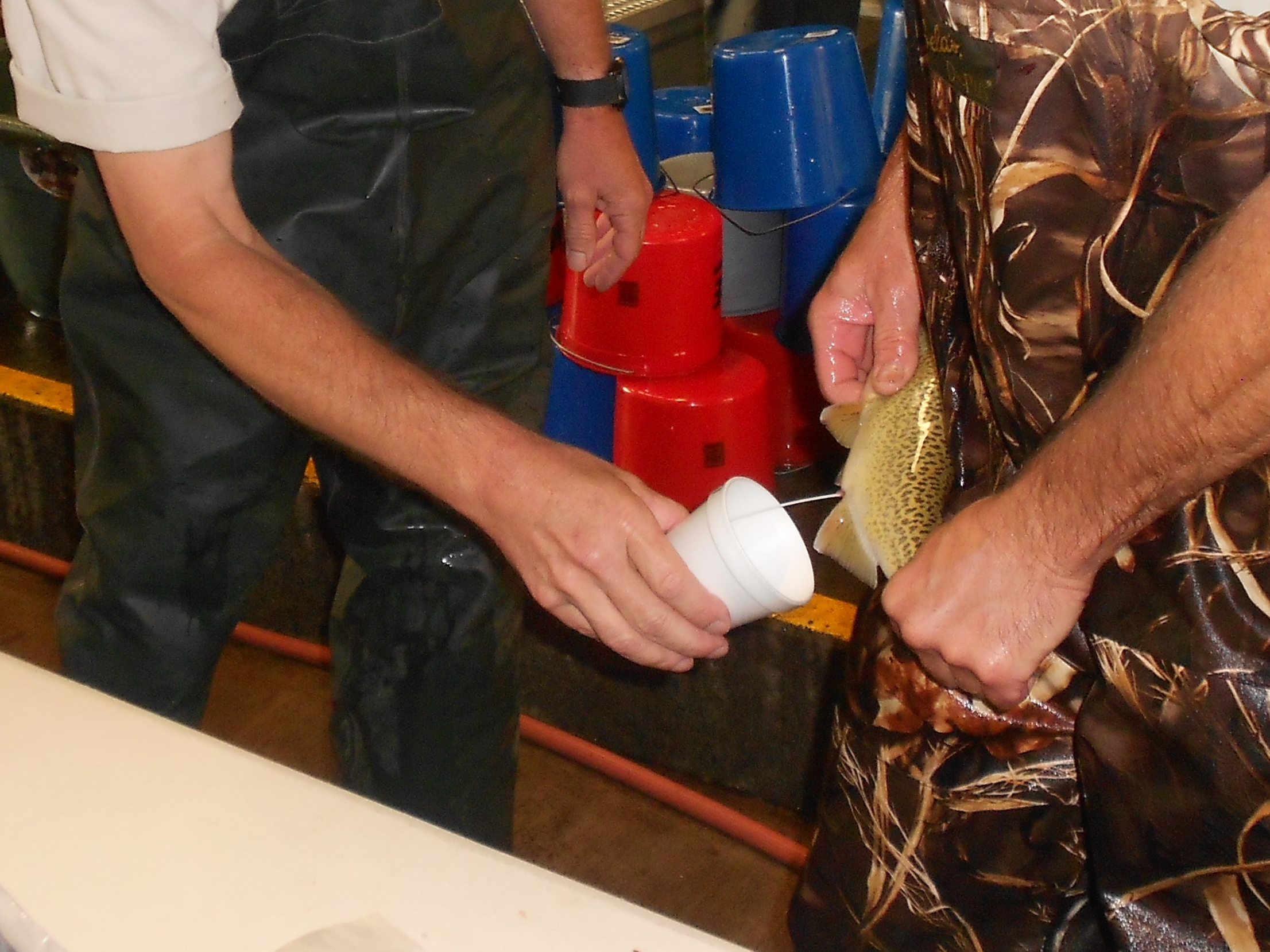
récolte de la laitance de saumon dans une ferme aquacole

La laitance est le sperme sécrété par les glandes génitales des poissons mâles durant la période du frai, recouvrant les œufs d'une sorte de poche blanche et molle (évoquant le lait, d'où le nom de laitance) pour ainsi les fertiliser. La laitance est ainsi comparable au caviar, c’est-à-dire les ovules des poissons femelles.
À ne pas confondre avec la laitance de béton ou lait de chaux, un dépôt qui se forme à la surface du béton lorsqu'il durcit, laissant ainsi des traces blanches.

## Nutrition
Véritable concentré d'acides aminés, de phosphore, de vitamines du groupe B, la laitance est parfois donnée en complément alimentaire pour les enfants et personnes âgées, dans le cas de fatigue physique ou intellectuelle. Cette substance est utilisée par le gastronome Jean Anthelme Brillat-Savarin pour relever le goût d'une omelette au thon.

### Cuisines traditionnelles

#### Corée
Dans la cuisine coréenne, la laitance de colin d’Alaska, de morue, de Lophiomus setigerus (un voisin de la baudroie), de fugu et de sparidé est consommée sous le nom de iri (이리).

#### Alsace,France
Dans la cuisine alsacienne, la laitance de carpe est consommée sous le nom de Mìlechla (diminutif de Mìlech, « lait ») et est frite dans de la farine avec des darnes puis servie sous le nom de carpe frite.

#### Indonésie
Dans la cuisine indonésienne, la laitance, appelée telur ikan (littéralement « œufs de poisson ») provient de la tête-de-serpent et des espèces de lutjanidés (plus connues sous le nom anglais de snappers) et est consommée en curry et en woku.

#### Sicile,Italie
Dans la cuisine sicilienne, ainsi que dans la sarde, la laitance de thon et de sériole est consommée sous le nom de lattume ou de figatello.

#### Japon

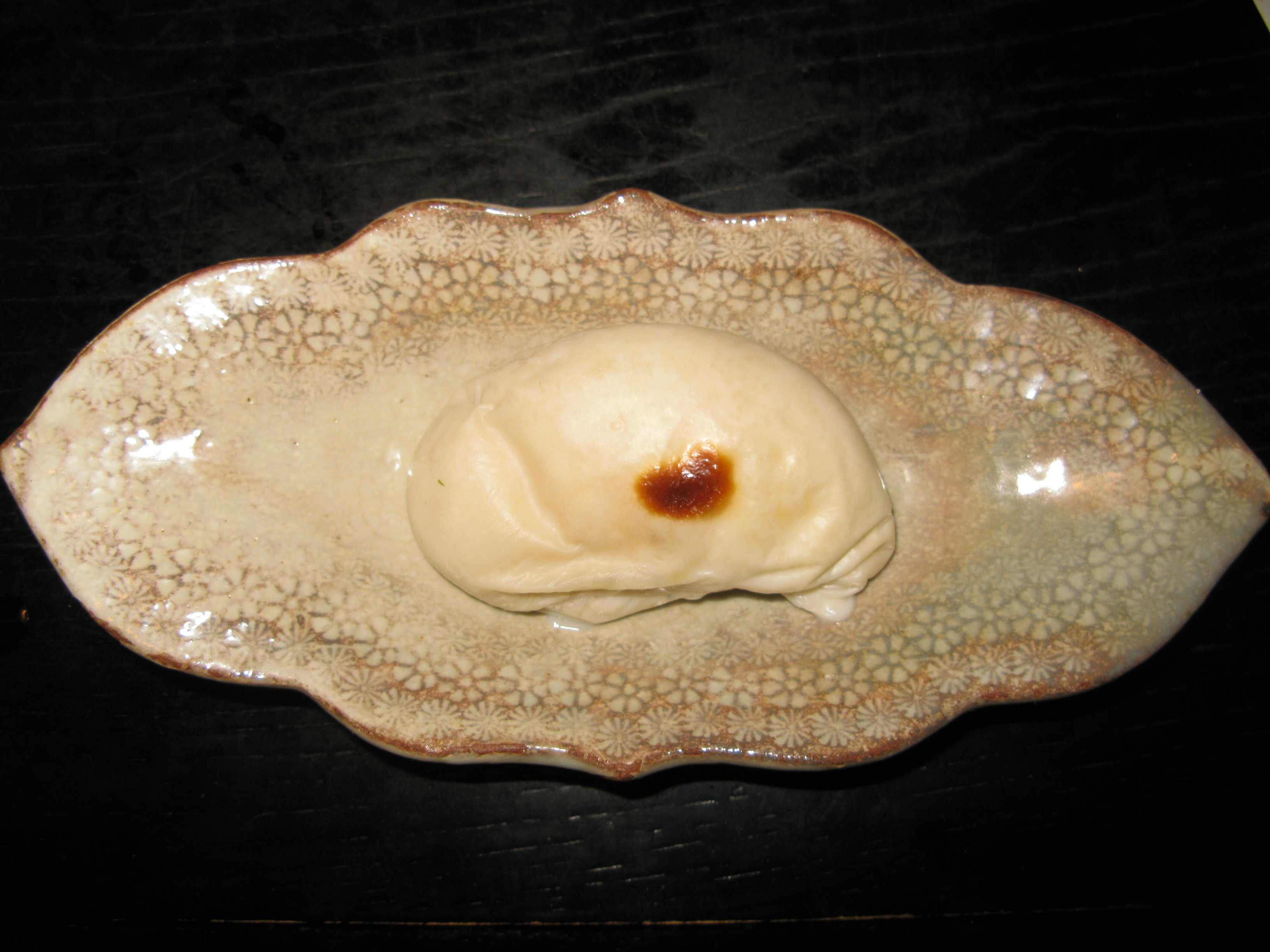
Shirako de Fugu

Dans la cuisine japonaise, le shirako est un mets culinaire fait de laitance de morue, de baudroie, de saumon, calmar et de fugu est consommée sous le nom de shirako (白子, littéralement « enfants blancs »).

#### Roumanie
Dans la cuisine roumaine, le lapte, au pluriel, lapți (du latin lac, lactis, « lait »), provient de la carpe ou d’autres poissons dulçaquicoles et est consommé frit.

#### Russie
Dans la cuisine russe, la laitance de hareng est consommée sous le nom de moloka (молока). Elle se mange avec des rogues de hareng également, ou de n’importe quel autre poisson blanc.